# Arwid Karlsson
Arwid Sigfrid Karlsson, född 23 april 1907 i Asarum i Blekinge län, död 1964 i Malmö, var en svensk målare och skulptör.
Har var son till handlaren Algot Karlsson och Anna Augusta Arvidsson och gift 1937–1945 med Britt Marianne Berne och 1947–1948 med Barbro Holm och från 1955 med Birgitta Stenberg-Vejde.
Karlsson arbetade först som kontorist och bedrev samtidigt självstudier i målning och teckning. Han reste till Paris 1928 där han studerade vid Académie de la Grande Chaumière samt för Othon Friesz och Charles Dufresne vid Miason Watteau. Därefter företog han ett stort antal studieresor till bland annat Tyskland, Italien och Spanien. Separat ställde han ut på Gummesons konsthall, Malmö museum, Malmö rådhus samt SDS-hallen. Han var representerad vid Sveriges allmänna konstförenings utställning Skånekonstnärer på Liljevalchs konsthall i Stockholm 1951 och han medverkade i samlingsutställningar med Skånes konstförening, Sveriges allmänna konstförening, Svenska konstnärernas förening och Riksförbundet för bildande konst. Hans konst består av stilleben, porträtt, figurer, kustmotiv, strandbilder och landskapsmålningar. Vid sidan av sitt eget skapande var han verksam som konstpedagog vid Essem-skolan i Malmö.
Karlsson är representerad vid Nationalmuseum, Moderna museet, Malmö museum, Helsingborgs museum  och Institut Tessin i Paris.